# Tanjungmeru
Tanjungmeru is een bestuurslaag in het regentschap Kebumen van de provincie Midden-Java, Indonesië. Tanjungmeru telt 1598 inwoners (volkstelling 2010).